# Labucka
Labucka je naseljeno mjesto u sastavu općine Lopare, Republika Srpska, BiH.

## Stanovništvo
| Labucka            |              |
| godina popisa      | 1991.        |
| Srbi               | 360 (99,45%) |
| Muslimani          | 1 (0,27%)    |
| Hrvati             | 0            |
| Jugoslaveni        | 1 (0,27%)    |
| ostali i nepoznato | 0            |
| ukupno             | 362          |